# نوفا (ريتشارد رايدر)
نوفا (ريتشارد رايدر) هو شخصية خيالية ظهر في مارفل كومكس لأول مرة في سبتمبر 1976. صنفته آي جي إن في المركز ال98 ضمن لأفضل 100 بطل في الكتب الهزلية.